# Myotis gracilis
Myotis gracilis is een zoogdier uit de familie van de gladneuzen (Vespertilionidae). De wetenschappelijke naam van de soort werd voor het eerst geldig gepubliceerd door Ognev in 1927.

## Verspreiding en leefgebied
Deze soort komt voor in Rusland (Oost-Siberië, Primorje, Transbaikal, Sachalin, de Kurileilanden en Kamtsjatka), Noordoost-China en Japan (Hokkaido).